# Route nationale 609
Die N609 war von 1933 bis 1973 eine französische Nationalstraße, die zwischen Bédarieux und Béziers verlief. Ihre Länge betrug 35 Kilometer. In ihrem Verlauf hat sie einen Scheiteltunnel.

## N609A
Die N609A war von 1933 bis 1973 ein Seitenast der N609, der von dieser südlich von Bédarieux abzweigte und nach Hérépian führte. Ihre Länge betrug 5 Kilometer.